# Melaloncha cordyla
Melaloncha cordyla är en tvåvingeart som beskrevs av Brown 2006. Melaloncha cordyla ingår i släktet Melaloncha och familjen puckelflugor. Inga underarter finns listade i Catalogue of Life.